# Mante chinoise
Tenodera sinensis
Espèce
La Mante chinoise (Tenodera sinensis) est une espèce de Mantidae, de la sous-famille des Mantinae, de la tribu des Polyspilotini, et du genre Tenodera.

## Description
La mante chinoise a l'aspect d'une mante religieuse longue et élancée, avec des reflets bruns. L'adulte a une ligne latérale verte sous ses ailes avant. Elle est généralement plus grosse que les autres mantes, atteignant 10 centimètres de long. C'est l'espèce de mante la plus grosse en Amérique du Nord.
Leur couleur peut varier du vert intégral à un brun zébré d'une bande verte latérale ourlant les ailes avant.

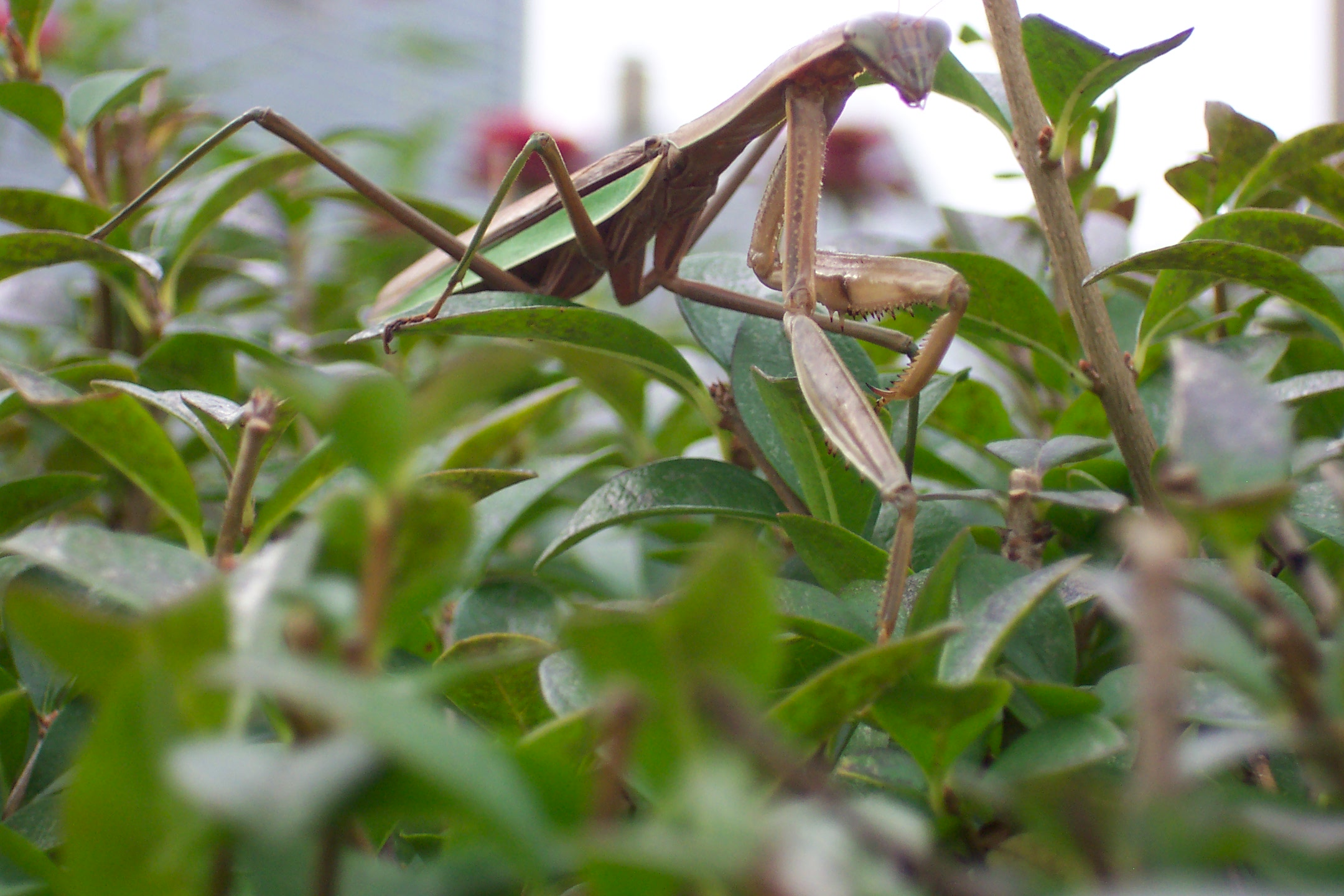
Femelle adulte de face
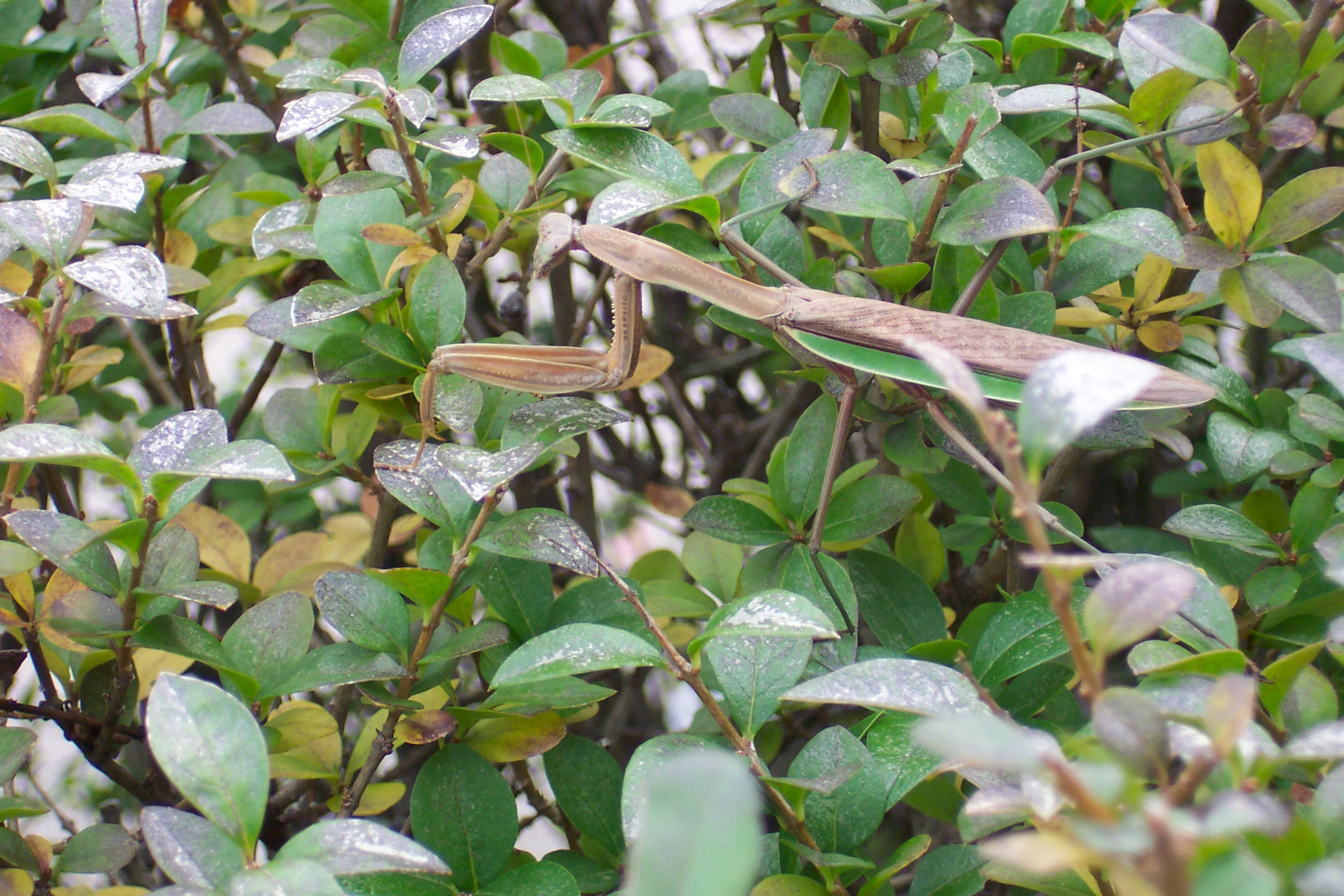
Femelle adulte de côté

## Comportement

### Alimentation
Son régime alimentaire est surtout constitué d'autres insectes, cependant certaines femelles adultes peuvent parfois capturer de petits vertébrés comme des reptiles et des amphibiens (certaines ont aussi été vues chassant les colibris). Comme d'autres mantidés, elles sont connues pour leur cannibalisme.

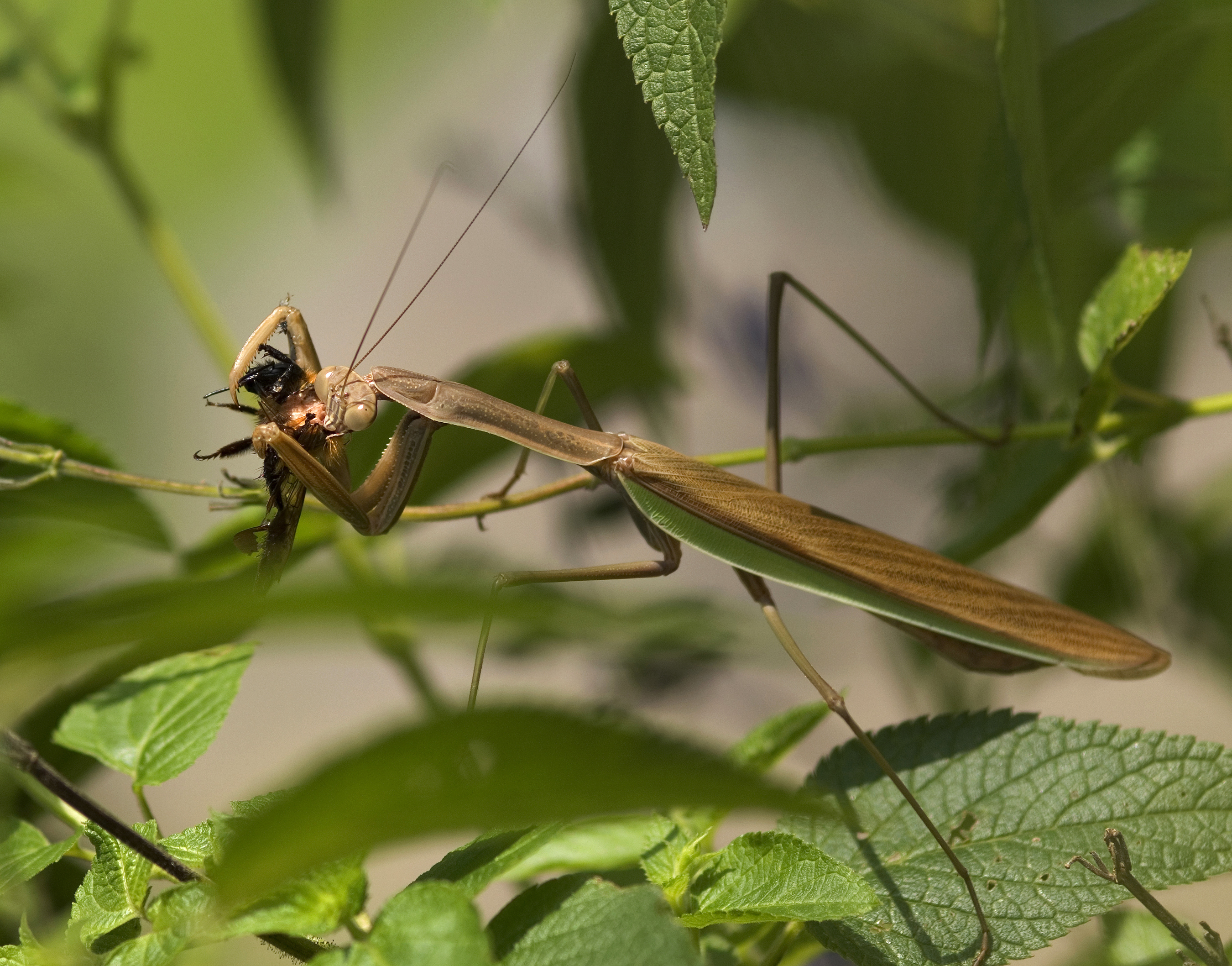
Tenodera sinensis dévorant une abeille

## Reproduction
La femelle peut produire plusieurs oothèques sphériques de la taille d'une balle de ping-pong et contenant plus de 200 œufs. Les oothèques sont souvent fixées à des arbustes et arbrisseaux.

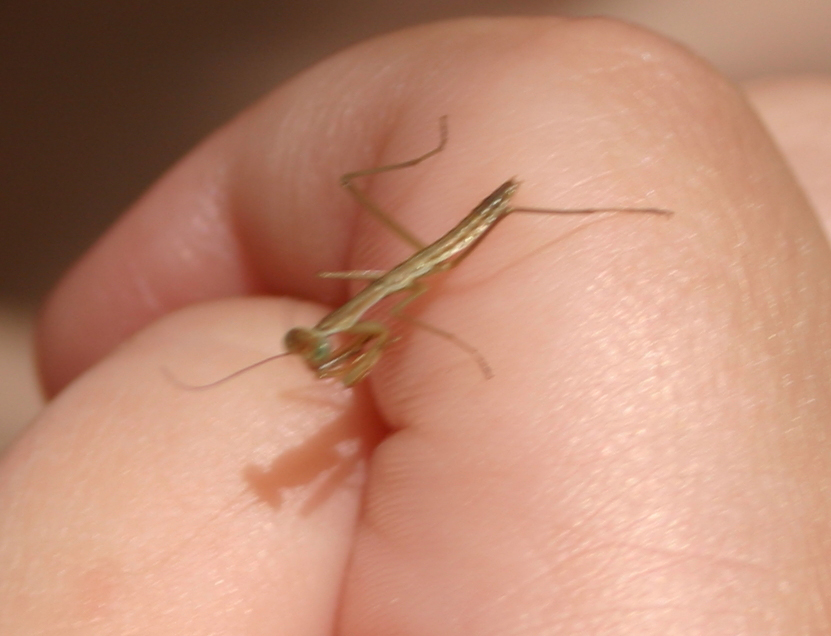
Forme immature
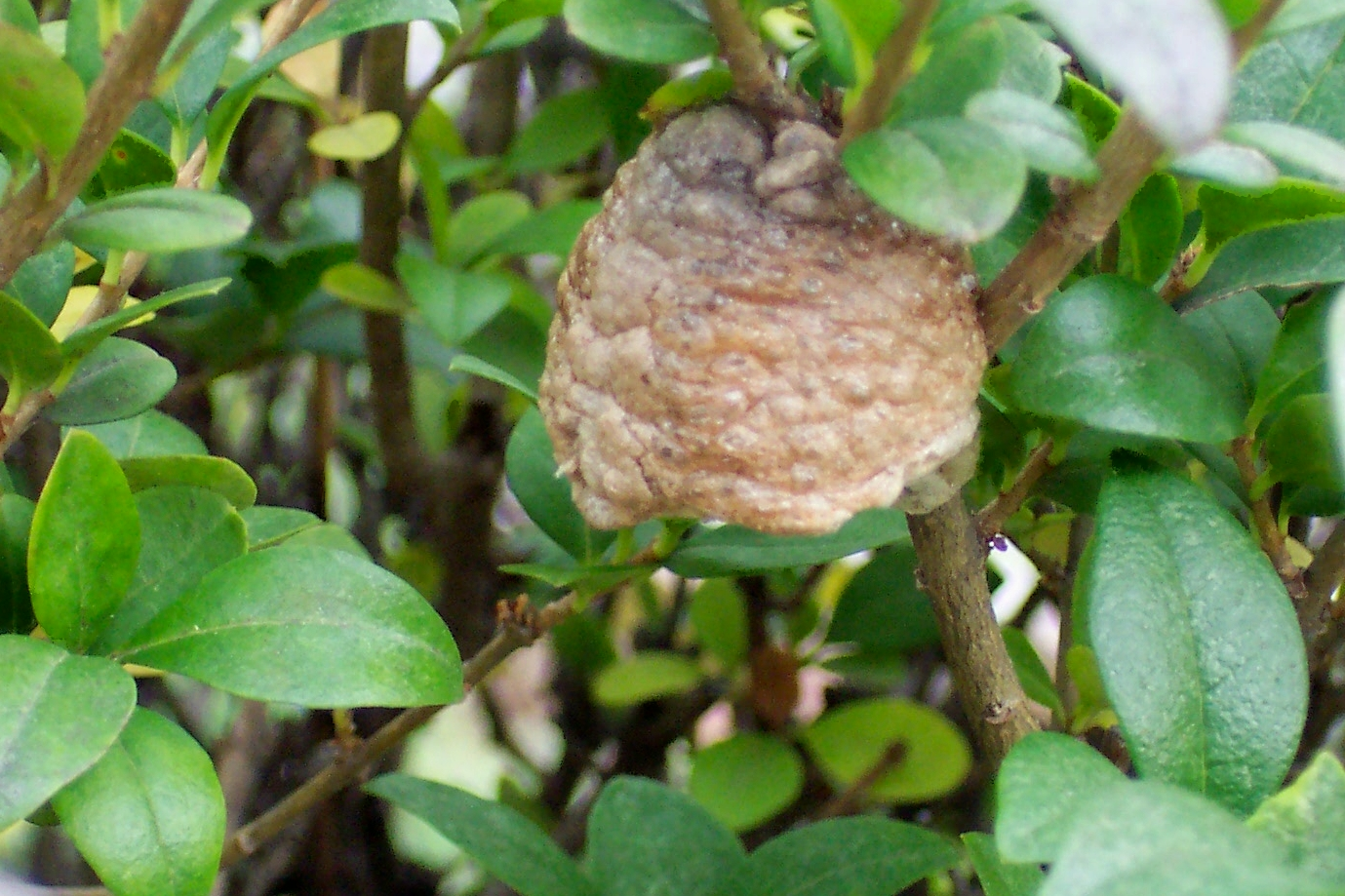
Oothèque

## Répartition et habitat
Originaire de Chine, elle a été introduite en Amérique du Nord autour de 1895 comme régulateur des « nuisibles ». Depuis lors, l'espèce s'est répandue à travers la majorité du territoire de Nouvelle-Angleterre et les états du nord-est des États-Unis, et on peut se procurer leurs oothèques un peu partout en jardinerie.

## Systématique
L'espèce Tenodera sinensis a été décrite par l'entomologiste suisse Henri de Saussure en 1871, sous le nom initial de Tenodera aridifolia var. sinensis.

### Synonymie
- Tenodera aridifolia var sinensis Saussure 1871  Protonyme[2].

## La Mante chinoise et l'Homme

### Son influence sur la culture
Développée dans la province chinoise du Shandong au milieu du XVIe siècle, la « boxe de la mante religieuse » est basée sur les mouvements rapides et les techniques de chasse de la mante chinoise.

### La mante chinoise comme NAC
Les mantes chinoises sont les mantes religieuses les plus répandues comme animal de compagnie bien que l'espèce Sphodromantis lineola puisse tout aussi convenir pour un élevage de mante. La mante n'est pas un animal de compagnie comme les autres, on évitera de manipuler celle-ci trop souvent car le stress lui serait néfaste. Il vaut mieux la manipuler sur une baguette de bois, il est aussi préférable de l'observer à l'intérieur du terrarium. Un contenant de 10 à 40 litres peut servir de vivarium type faunabox par exemple, le haut sera recouvert de moustiquaire pour que la mante puisse se suspendre. La température devra toujours être supérieure à 20 degrés Celsius sous peine d'affaiblir la mante et de conduire à sa mort. Un à trois insectes tous les deux à trois jours suffisent amplement, et elles ne requièrent que quatre criquets de belle taille  par semaine pour survivre. Les insectes type drosophiles seront donnés aux nouveau-nés jusqu'à ce que les mantes atteignent le stade L3-L4 et soient d'une taille suffisante pour se nourrir d'insectes plus gros type blattes, mouches frisettes, etc. Les grillons d'élevage du commerce sont à proscrire car vecteurs de maladie, néanmoins on peut en faire un élevage pour nourrir ses mantes ce qui assure des économies non négligeables. Les mantes se désaltèrent en absorbant la rosée sur les feuilles, une légère brumisation tous les trois jours est suffisante. Ne jamais vaporiser la mante directement mais toujours le terrarium, si possible avec de l'eau minérale. Docile par nature, une mante reste souvent perchée pendant des heures sur une plante d'appartement ou sur le rebord du lit et autre meuble, faisant sa toilette tout en gardant un œil attentif au moindre mouvement, on peut ainsi la laisser sous surveillance en dehors de son vivarium. Les mantes sont des prédateurs à l'affût, curieuses et scrupuleusement propres, la nourriture pour chat est à bannir, si la mante refuse de manger, il convient d'appliquer la méthode du biberonage. Il faut lui présenter un insecte affaiblit devant ses mandibules, celle-ci viendra le manger, si cela ne fonctionne pas ne pas insister et retenter plus tard. On peut aussi lui présenter un morceau de viande crue en cas de pénurie ou un peu de miel bien qu'elle n'en raffole pas.